# کیلروی اینجا بود

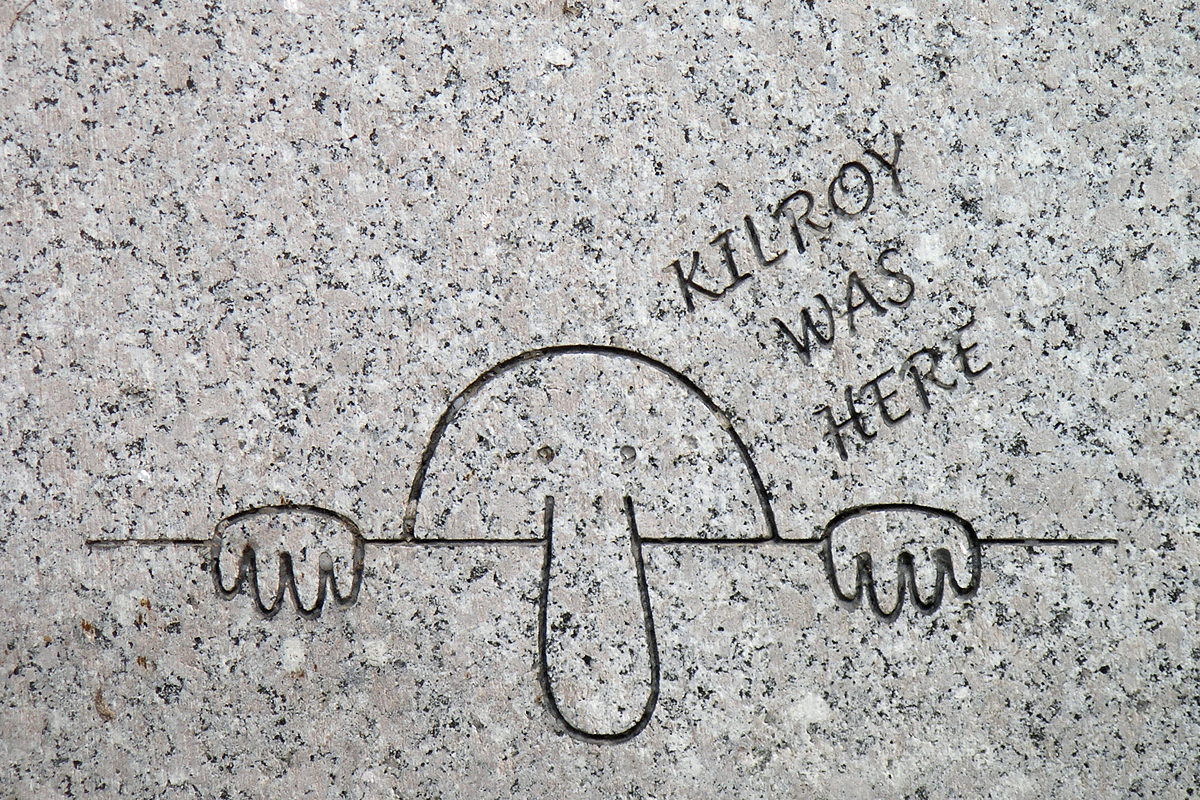
کیلروی اینجا بود!

کیلروی اینجا بود (به انگلیسی:Kilroy was here) نام طرح‌های گرافیکی‌ای است که عمدتاً بر روی دیوارها کشیده شده تا نشان دهند شخصی در اینجا بوده. این نقاشی شامل شخصی با بینی دراز است که بینی‌اش از دیوار آویزان مانده و دو انگشت‌های دو دستش در دوطرف سرش قرار دارد. عمده این نقاشی‌ها به سبک گرافیتی کشیده می‌شود.
کیلروی اینجا بود در دوران جنگ جهانی دوم بین سربازان آمریکایی بسیار محبوب بوده و هرکسی که زودتر از بقیه روی دیواری علائمی مبنی بر حضورش در آنجا را می‌کشید نسبت به دیگران برتری می‌یافت. گفته شده نیروهای اطلاعاتی آلمان نازی گزارش چندین نقاشی اینچنینی را به هیتلر داده بودند و وی گمان می‌کرده که کیلروی اسم یا کد رمز برای یکی از جاسوسان سطح بالای متفقین در آلمان است.
همچنین استالین نیز با دیدن تصاویر این نقاشی بر روی بعضی دیوارها دستور داد تا ببینند که کیلروی واقعاً چه کسی است.

## در فرهنگ‌های دیگر
در بریتانیا این نقاشی مشهور به آقای چاد (Mr. Chad) یا به شکل خلاصه، چاد است. در استرالیا نیز به آن فو اینجا بود (Foo was here) گفته می‌شود.